# مرد روی خط
مرد روی خط (به انگلیسی: Man on the Line) یکی از آلبوم‌های کریس دی‌برگ است که در سال ۱۹۸۴ منتشر شده‌است.

## آهنگ‌ها
- خوشی پرواز (من شب را دوست دارم).
- دیدن و لمس‌کردن.
- به بلندا بردن.
- سر و قلب.
- صدای یک تفنگ (خوانندهٔ مهمان: تینا ترنر).
- بر فراز احساس.
- بسیار بیش‌تر از این.
- مرد روی خط.
- مهتاب و شراب.
- مخابره پایان می‌یابد.

## عوامل
- کریس دی‌برگ (گیتار و خواننده).
- تینا ترنر (خواننده).
- روپرت هاین (سینت‌سایزر، خواننده و ترتیبات ارکستری).
- جان گیبلین (باس).
- هوارد جونز (پیانو).
- ایان کوجیما (سینت‌سایزر، گیتار و ساکسیفون).
- آل مارنی (باس و خواننده).
- دنی مک (گیتار).
- تروور موریس (درام).
- گلن مورو (سینت‌سایزر).
- فیل پالمر (گیتار).
- جف فیلیپس (درامز و پرکاشن).
- استیون دبلیو تایلر (مهندس و میکس).